# Giampiero Hruby
Giampiero Hruby (Trieste, 6 novembre 1960) è un allenatore di pallacanestro e imprenditore italiano.

## Carriera
Inizia a giocare a basket a 14 anni a Udine ed esordisce a 17 anni in Serie C con la Polisportiva Friulana di Udine. A 19 anni abbandona il campo per dedicarsi completamente all’attività di allenatore.
Le sue esperienze sono molteplici. Dal 1977 al 1992 è allenatore del settore giovanile, una carriera iniziata a Udine proprio con la Polisportiva Friulana e continuata nell’Olimpia Milano, dove rimane dal 1979 al 1982 collaborando con il settore giovanile sotto il capo allenatore degli juniores Claudio Bardini. Diventa responsabile di settore giovanile nel 1982 alla Lebole Mestre, dove sostituisce Ettore Messina, ed altre esperienze in questo ruolo arrivano a Fabriano (dal 1983 al 1989), Pesaro (dal 1989 al 1992) e Desio (dal 1992 al 1994). Intanto diventa anche vice allenatore in prima squadra: ancora nel 1982, a soli 22 anni, è vice in A1 a Mestre sotto Claudio Bardini. Nel 1983-84 è assistente di Massimo Mangano a Fabriano, ancora in A1 e nella stagione successiva è vice di Pero Skansi nella stessa Fabriano. Successivamente lavorerà sotto Sergio Scariolo a Pesaro, nel 1989-90, stagione nella quale conquista lo scudetto e la finale di Coppa Korać persa contro il Joventut Badalona. A Pesaro allena anche la stagione successiva, centrando le Final Four di Coppa dei Campioni, e nel 1992-93 torna ad affiancarsi a Scariolo a Desio, in Serie A2.
Diviene capo allenatore nel 1993-94, alla Aurora Desio, quando vince il campionato di A2 centrando così una storica promozione in A1 e l’accesso ai play-off 1994, dove perde di stretta misura contro la Milano di Mike D'Antoni, 2-1 costringendo l’Olimpia a una gara 3 risolta in casa solo negli ultimi minuti. È la prima volta nella storia del basket italiano che un capo allenatore esordiente conquista la promozione dalla A2 alla massima serie. Dopo lo scioglimento dell’Aurora Desio è capo allenatore al Basket Rimini, in A2, nella stagione 1995-96: viene esonerato a marzo con un record di 12-12 quando mancano 6 partite al termine della regular season.

## Curiosità
Il cognome Hruby o Hrubý ha origini ceche (hrubý significa ‘grezzo’, nel ceco antico significa ‘grande’). Il bisnonno Vincenz (9 settembre 1856, Křivsoudov, Boemia – 16 luglio 1917, Trieste) è stato un famosissimo giocatore di scacchi, a livello mondiale. Il nonno Guglielmo (29 agosto 1896, Trieste – 5 giugno 1978, Trieste) è stato un professore di tedesco. Il padre Giampaolo (26 agosto 1930, Trieste – 3 febbraio 2014, Trieste) è stato un funzionario di banca, appassionato di pallacanestro e collezionista di francobolli, monete e quadri.
È stato tesserato presso la FIP come giocatore (1975 – 1983) e poi come allenatore (1978 – 1996). Da gennaio 2011 è entrato nel Registro dei Procuratori FIP; è anche agente CONI e FIBA. Inoltre è iscritto all’Ordine Nazionale Giornalisti dal 2004. La sua attività nel basket è diventata imprenditoriale nel 1996, quando ha fondato l’agenzia Jump & Julius Scouting. Nel 2000 questa ditta individuale è diventata una SRL con il nome di J&J International Group.
Queste due ditte hanno pubblicato quasi 30 libri dedicati al mondo del basket, tutti firmati come co-autori da Giampiero Hruby e Dan Peterson. Tra di essi vanno citati Italian Basketball Register, European Basketball Register, World Basketball Register e altre pubblicazioni, con statistiche, valutazioni e profili di migliaia di giocatori, tutti schedati nel database di Superbasket, la più ricca banca dati statistica del mondo. Nel 2001 ha fondato la testata giornalistica online BasketNet.it che Il Sole 24 Ore nell’autunno del 2002 ha indicato tra i primi dieci siti di sport per numero di visitatori. Nel 2011 ha fondato inoltre l’SRL J and J Company, che nella primavera del 2014 ha acquistato le tre testate storiche del basket italiano: Superbasket, Giganti del Basket e American Superbasket. A maggio 2014 ha riportato in vita Superbasket in versione digitale. Il mese successivo la rivista è tornata anche nelle edicola come mensile. A novembre 2016 ha riportato nelle edicole anche la storica rivista Giganti del Basket fondata nel novembre del 1966. 
Nel 2020, come direttore del sito superbasket.it, rilancia la testata giornalistica on line della storica rivista fondata da Aldo Giordani nel lontano 1978.
E poi nel gennaio del 2021 l'ultima modifica con un nuovo cambio del nome società in Superbasket SRL.
Infine sempre nel gennaio del 2021 una nuova iniziativa editoriale cartacea: Giganti. Una testata giornalistica con cadenza semestrale che ha presentato, nel primo numero, la monografia del sindaco di Venezia Luigi Brugnaro.